# Suheir Atassi
Suheir Atassi (سهير الأتاسي), född 1971 i Damaskus, är en syrisk människorättsjurist och en ledande kvinnlig sekulär demokratiaktivist inom den syriska oppositionen. Sedan november 2012 är hon vice ordförande för Syriska nationella koalitionen.
Atassi kommer från en framträdande politisk familj från Homs. Hennes far Djémal el-Atassi var en av grundarna till Baathpartiet och senare Demokratiska arabsocialistiska unionen.
Hennes politiska och sociala engagemang började i och med presidenten Hafez al-Assads död och den efterföljande Damaskusvåren år 2000 till 2001. 2001 grundade hon ett dialogforum uppkallat efter hennes far, vilket fick som följd att hon blev arresterad. 2009 återupplivade Atassi forumet på internet, där hon bland annat var med och förespråkade en fredlig opposition för demokrati.
2011 blev hon aktiv inom proteströrelsen mot presidenten Bashar al-Assad som var en del av Arabiska våren och som senare ledde till det syriska inbördeskriget. Hon arresterades i mars 2011 och i november samma år flydde hon till Frankrike.